# 카멜리아 콤플렉스
카멜리아 콤플렉스는 불행한 여성을 보면 무심코 구하려는 남성의 심리를 말한다. 이 말을 만든 것은 아토다 다카시의 아는 사람이라고 한다.
카멜리아(camellia)란 동백나무다. 이 콤플렉스의 어원은 알렉상드르 뒤마 피스 저 춘희의 히로인 마르그리트 고티에다. 마르그리트는 고급 창녀(정확하게는 Courtesan)로서 일하던 그녀에게 청년 아르망 듀바르가 사랑을 한다는 이야기로 주세페 베르디의 오페라의 원작이기도 하다. 이 때문에 서양에서는 카멜리아는 죄를 범해 사치스러운 일을 하는 기생의 의미를 가지고 있다.
이 소설로부터 여성이 어떤 사람이어도, 불필요한 것이어도 구조하려는 남성의 심리 전반을 카멜리아 콤플렉스라고 부르게 되었다.

## 같이 보기
- 콤플렉스